# フアン・マタ
フアン・マタ（Juan Mata）、1988年4月28日 - ）は、スペイン・カスティーリャ・イ・レオン州ブルゴス県ブルゴス出身のプロサッカー選手。元スペイン代表。ポジションはミッドフィールダー。ウェスタン・シドニー・ワンダラーズFC所属。

## 経歴

### レアル・マドリードCF
父親がブルゴスCFに在籍していた関係でカスティーリャ・イ・レオン州のブルゴスに生まれたが、その後父親がレアル・オビエドに移籍したこともありアストゥリアス州・オビエドで育ち、レアル・オビエドの下部組織でサッカーを始めた。3シーズンの間レアル・オビエドの下部組織に在籍し、15歳の時にレアル・マドリードの下部組織に移ると、カデテA、フベニールC、フベニールBと順調に昇格した。フベニールAではリーグ戦で18得点を挙げ、コパ・デ・カンペオネス・フベニールでは3得点を決めて優勝に貢献し、フベニール・カップでも3得点を決めた。2006-07シーズンはレアル・マドリード・カスティージャに昇格し、アルバロ・ネグレドの18得点に次ぐチーム2位の9得点を挙げたが、クラブはセグンダ・ディビシオンB（3部）に降格した。

### バレンシアCF

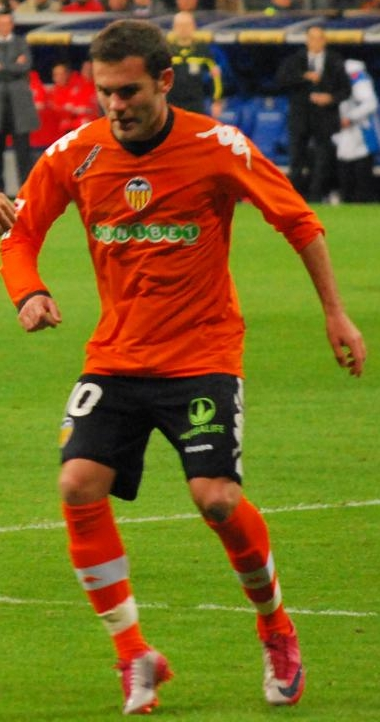
バレンシアでプレーするマタ

レアル・マドリードとの契約延長交渉が決裂し、2007年3月に4年契約でバレンシアCFに完全移籍した。ビセンテ・ロドリゲスの相次ぐ負傷やロナルド・クーマン監督の解任などが幸いして徐々にポジションを掴んだ。2008年3月20日のコパ・デル・レイ準決勝・FCバルセロナ戦では2得点し、4月16日の決勝・ヘタフェCF戦では先制点を決めて3-1での優勝に貢献した。2007-08シーズンの活躍からバレンシアCFのファンと選手が選ぶ最優秀若手選手賞に選ばれた。レアル・マドリードではトップチームに昇格できなかったが、バレンシアCFに移籍して花開くこととなった。
古巣レアル・マドリードと対戦した2008年のスーペルコパ・デ・エスパーニャでは1stレグで得点を決めて3-2で勝利したが、2ndレグでは2-4で敗れ、2試合合計5-6で敗れて準優勝に終わった。2008-09シーズンの出だしは好調で、RCDマジョルカとの開幕戦で先制点を決めたほか、CAオサスナ戦ではダビド・ビジャからのロングボールをゴールネットに沈めた。ビジャとの連携は試合ごとに改善し、2008年9月25日のマラガCF戦ではビジャが決めた2得点の両方をアシストした。3日後のデポルティーボ・ラ・コルーニャ戦では1得点3アシストと4得点すべてに絡む活躍を見せた。終盤戦のスポルティング・ヒホン戦では決勝点となる3点目を決め、ホームでのセビージャFC戦では2-1の勝利を決めるPKを決めた（本来のキッカーであるビジャが負傷交代していたため）。2008-09シーズンは11得点13アシストという成績を残し、アシストランキングではFCバルセロナのシャビ・エルナンデスに次いでリーグ2位を獲得した。

### チェルシーFC
2011-12シーズン、2011年8月21日にイングランドのチェルシーFCに移籍することが発表された。背番号はバレンシア時代と同じ10番。アンドレ・ビラス・ボアス率いるチェルシーでのデビュー戦となった2011年8月27日のノリッジ・シティFC戦で移籍後初ゴールを記録するなど、プレミアリーグへの適応の早さを見せた。チャンピオンズリーグ決勝のバイエルン戦では、ドログバのヘディングによる同点ゴールをアシストし優勝に貢献した。またプレミアリーグでは、ダビド・シルバに次ぐ2位となる14アシストを記録した。
2012-13シーズン、12得点12アシストの成績を修めた。アシスト数は同年度プレミアリーグトップの成績である。年間トータルでは35アシストを刻んだ。ヨーロッパリーグ制覇にも大きな役割を果たした。同年はPFA年間最優秀選手賞候補にもノミネートされた。
2013-14シーズン、監督に復帰したジョゼ・モウリーニョ監督の戦術的志向もあって、スターティングメンバーから外れることも多く、2014年W杯に向け移籍を志願するようになった。

### マンチェスター・ユナイテッドFC
2014年1月24日、ジョゼ・モウリーニョはマタがマンチェスター・ユナイテッドFCのメディカルチェックを受けることを発表、同日マンチェスター・ユナイテッドがクラブ史上最高額でマタの移籍について合意したと発表した。背番号は8番を着用することになった。1月28日のカーディフ戦でマンチェスター・ユナイテッドFCの選手としてデビューし、アシストを記録し勝利に貢献した。
2014-15シーズン、3月にはリヴァプール戦でプレミアリーグのベストゴールにノミネートされるゴールを決めるなど、クラブのプレーヤーオブザマンスに選ばれた。
2015-16シーズン、9月には、リーグ戦の3試合で2ゴール2アシストを記録、3連勝に貢献し、クラブのプレーヤーオブザマンスに選ばれた。FAカップ決勝クリスタル・パレス戦では同点ゴールを決め優勝に貢献した。
2016-17シーズンよりモウリーニョが監督に就任、シーズン前のコミュニティー・シールドではリンガードに代わり途中出場したが、ロスタイムにムヒタリアンと交代させられるなど、関係性が悪いとささやかれたが、開幕戦でゴールを決めたり、途中出場などから度々ゴールを決めるなど、徐々に先発出場も増え、フットボールリーグカップの優勝に貢献した。3月17日、ヨーロッパリーグ決勝トーナメント・ラウンド16のロストフ戦2ndレグにて決勝ゴールを決め8強入りに貢献したが、怪我のため3月31日に手術を受け全治2か月となった。
2017-18シーズン、12月23日に行われたレスター・シティとのゲームでは、前半40分に得点、後半61分には直接FKを決め、この試合で2得点を決めたが、試合はレスターに追いつかれ、引き分けた。
2018-19チャンピオンズリーグのグループステージでのユヴェントス戦では直接FKを叩き込んだ。2019年6月18日、クラブとの契約を2021年まで延長した。2019-20シーズンのFAカップ、ノリッジ戦でユナイテッドでの250試合出場を果たした。2020-21シーズン、2020年9月30日、リーグカップ4回戦のブライトン戦ではマンチェスターUでの通算50ゴールを逹成、この試合の最優秀選手に選ばれた。このシーズンのリーグ戦出場機会は僅か9試合であったが、2021年7月、1シーズンの契約延長を決めた
2021-22シーズン、それまで僅かな出場時間しか与えられなかったが、ホーム最終節のブレントフォード戦でようやく先発起用され好プレーを披露した。2022年6月2日、21-22シーズンをもってユナイテッドを退団する旨がユナイテッド公式サイトから発表された。マンチェスター・ユナイテッドでの8シーズン半で285試合51ゴール47アシストを刻んだ。

### ガラタサライ
2022年9月8日、ガラタサライSKへ延長オプション付きの単年契約で加入することが発表された。ガラタサライでは、公式戦18試合で3得点を挙げ、リーグ優勝も果たしたが、契約に付随していた1シーズンの契約延長OPを行わず退団を選んだ。

### ヴィッセル神戸
2023年9月3日、ヴィッセル神戸と契約したことが発表された。しかし、監督の吉田孝行は走り続けられる選手を優先的に起用したため、チームはリーグ優勝を果たしたものの自身の出場時間はわずか10分間に留まり、オフに退団した。また、監督と経営陣の強化方針の不一致が浮き彫りとなった。

## 代表経歴

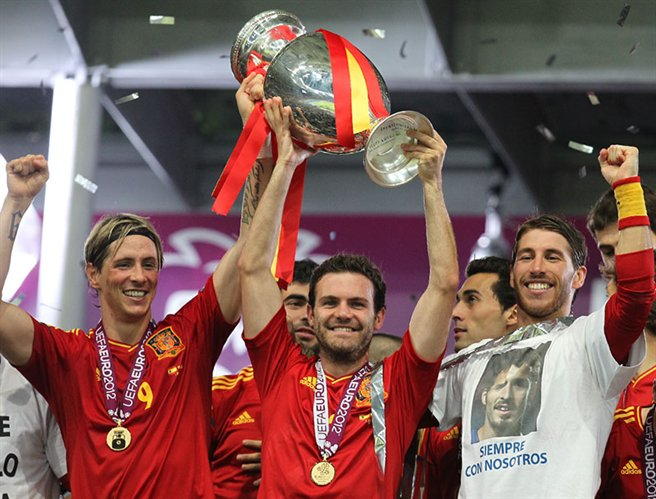
UEFA EURO 2012トロフィーを掲げるマタ（中央）

2006年のUEFA U-19欧州選手権にはスペイン代表の主力として参加し、 アルベルト・ブエノに次ぐ4得点を挙げて優勝に貢献した。2007年2月1日、まだ18歳10カ月であったがイニャキ・サエス監督によってU-21スペイン代表に追加招集され、U-21イングランド代表との親善試合に出場した。この時のチームメイトにはFWロベルト・ソルダード、MFホセ・マヌエル・フラド、DFセルヒオ・サンチェス、DFミゲル・トーレス、MFエステバン・グラネロ、アントニオ・アダンなどがいた。
2008年11月14日、ビセンテ・デル・ボスケ監督によってスペインA代表に招集された。この時のチリとの親善試合では出場機会がなかったが、2009年3月28日の2010 FIFAワールドカップ・ヨーロッパ予選・トルコ戦で63分にFWダビド・ビジャとの途中交代で初キャップを記録した。2009年6月にはFIFAコンフェデレーションズカップ2009に出場し、グループリーグのイラク戦で先発出場の機会を得た。準決勝のアメリカ戦ではMFアルベルト・リエラに代わって途中出場したが、0-2で敗れて3位に終わった。9月9日の2010 FIFAワールドカップ・ヨーロッパ予選・エストニア戦で初得点を記録した。本大会ではグループリーグのホンジュラス戦でFWフェルナンド・トーレスとの途中交代で出場した20分間しか出場機会がなかったが、世界チャンピオンのトロフィーに名を刻んだ。
2014 FIFAワールドカップに出場するスペイン代表メンバーに選出され、グループリーグのオーストラリア戦でゴールを決めた。2016年、3月27日のルーマニア戦には出場したが、UEFA EURO 2016ではメンバーから外れた。大会終了後は代表に復帰し、11月15日のイングランド戦に出場したが以降は代表から遠ざかっている。

## 人物
マドリード工科大学で身体運動科学とジャーナリズムを専攻している。趣味は卓球と読書で、元チームメイトのエステバン・グラネロの影響で日本文学に興味を持ち、村上春樹の小説を愛好する。
父親のフアン・マヌエル・マタ・ロドリゲスはレアル・オビエドやブルゴスCF、UDサラマンカ等でプレーした元サッカー選手であり、FIFA公式代理人資格も持っている彼は息子の代理人を務めている。

## 慈善活動
慈善活動でも知られている。2017年8月4日、自身の収益の1%を寄付する慈善団体「コモン・ゴール」（en:Common Goal (charity)）の共同設立者となり、同年の間だけでも各国の30人以上のサッカー選手が参加した。

## 個人成績
2022/6/30現在
| クラブ                       | シーズン | リーグ         | リーグ戦 | リーグ戦 | カップ戦 | カップ戦 | リーグ杯 | リーグ杯 | 国際大会 | 国際大会 | その他 | その他 | 合計 | 合計 |
| クラブ                       | シーズン | リーグ         | 出場     | 得点     | 出場     | 得点     | 出場     | 得点     | 出場     | 得点     | 出場   | 得点   | 出場 | 得点 |
| ---------------------------- | -------- | -------------- | -------- | -------- | -------- | -------- | -------- | -------- | -------- | -------- | ------ | ------ | ---- | ---- |
| バレンシア                   | 2007–08  | プリメーラ     | 24       | 5        | 8        | 4        | -        | -        | 1        | 0        | 0      | 0      | 33   | 9    |
| バレンシア                   | 2008-09  | プリメーラ     | 37       | 11       | 2        | 1        | -        | -        | 6        | 1        | 2      | 1      | 47   | 14   |
| バレンシア                   | 2009-10  | プリメーラ     | 35       | 9        | 2        | 0        | -        | -        | 14       | 5        | 0      | 0      | 51   | 14   |
| バレンシア                   | 2010-11  | プリメーラ     | 33       | 8        | 3        | 0        | -        | -        | 7        | 1        | 0      | 0      | 43   | 9    |
| バレンシア                   | 通算     | 通算           | 129      | 33       | 15       | 5        | -        | -        | 28       | 7        | 2      | 1      | 174  | 46   |
| チェルシー                   | 2011-12  | プレミアリーグ | 34       | 6        | 7        | 4        | 1        | 0        | 12       | 2        | 0      | 0      | 54   | 12   |
| チェルシー                   | 2012-13  | プレミアリーグ | 35       | 12       | 6        | 1        | 5        | 2        | 14       | 4        | 4      | 1      | 64   | 20   |
| チェルシー                   | 2013-14  | プレミアリーグ | 13       | 0        | 0        | 0        | 2        | 1        | 2        | 0        | 0      | 0      | 17   | 1    |
| チェルシー                   | 通算     | 通算           | 82       | 18       | 13       | 5        | 8        | 3        | 28       | 6        | 4      | 1      | 135  | 33   |
| マンチェスター・ユナイテッド | 2013-14  | プレミアリーグ | 15       | 6        | -        | -        | -        | -        | -        | -        | 0      | 0      | 15   | 6    |
| マンチェスター・ユナイテッド | 2014-15  | プレミアリーグ | 33       | 9        | 2        | 1        | 0        | 0        | -        | -        | 0      | 0      | 35   | 10   |
| マンチェスター・ユナイテッド | 2015-16  | プレミアリーグ | 38       | 6        | 4        | 3        | 1        | 0        | 11       | 1        | 0      | 0      | 54   | 10   |
| マンチェスター・ユナイテッド | 2016-17  | プレミアリーグ | 25       | 6        | 3        | 0        | 3        | 2        | 10       | 2        | 1      | 0      | 42   | 10   |
| マンチェスター・ユナイテッド | 2017-18  | プレミアリーグ | 28       | 3        | 5        | 0        | 1        | 0        | 6        | 0        | 0      | 0      | 40   | 3    |
| マンチェスター・ユナイテッド | 2018-19  | プレミアリーグ | 22       | 3        | 3        | 1        | 1        | 1        | 6        | 1        | 0      | 0      | 32   | 6    |
| マンチェスター・ユナイテッド | 2019-20  | プレミアリーグ | 19       | 0        | 4        | 1        | 3        | 0        | 11       | 2        | 0      | 0      | 37   | 3    |
| マンチェスター・ユナイテッド | 2020-21  | プレミアリーグ | 9        | 1        | 1        | 0        | 2        | 2        | 6        | 0        | 0      | 0      | 18   | 3    |
| マンチェスター・ユナイテッド | 2021-22  | プレミアリーグ | 7        | 0        | 1        | 0        | 1        | 0        | 3        | 0        | 0      | 0      | 12   | 0    |
| マンチェスター・ユナイテッド | 通算     | 通算           | 196      | 34       | 23       | 6        | 12       | 5        | 53       | 6        | 1      | 0      | 285  | 51   |
| 総通算                       | 総通算   | 総通算         | 407      | 85       | 51       | 16       | 20       | 8        | 109      | 19       | 7      | 2      | 594  | 130  |

| クラブ                             | シーズン | リーグ   | リーグ戦 | リーグ戦 | 合計 | 合計 |
| クラブ                             | シーズン | リーグ   | 出場     | 得点     | 出場 | 得点 |
| ---------------------------------- | -------- | -------- | -------- | -------- | ---- | ---- |
| レアル・マドリード・カスティージャ | 2006-07  | セグンダ | 39       | 10       | 39   | 10   |
| 総通算                             | 総通算   | 総通算   | 39       | 10       | 39   | 10   |

## 代表歴

### 出場大会
- U-19スペイン代表
  - 2006年 - UEFA U-19欧州選手権2006 (優勝)
- U-20スペイン代表
  - 2007年 - 2007 FIFA U-20ワールドカップ (ベスト8)
- U-21スペイン代表
  - 2011年 - UEFA U-21欧州選手権2011 (優勝)
- U-23スペイン代表
  - 2012年 - ロンドンオリンピック・オーバーエイジ枠 (グループリーグ敗退)
- スペイン代表
  - 2009年 - FIFAコンフェデレーションズカップ2009 (3位)
  - 2010年 - 2010 FIFAワールドカップ (優勝)
  - 2012年 - UEFA EURO 2012 (優勝)
  - 2013年 - FIFAコンフェデレーションズカップ2013 (準優勝)
  - 2014年 - 2014 FIFAワールドカップ (グループリーグ敗退)

### 試合数
- 国際Aマッチ 41試合 10得点（2009年- 2016年）[42]

| スペイン代表 | 国際Aマッチ | 国際Aマッチ |
| 年           | 出場        | 得点        |
| ------------ | ----------- | ----------- |
| 2009         | 7           | 3           |
| 2010         | 3           | 0           |
| 2011         | 6           | 2           |
| 2012         | 4           | 1           |
| 2013         | 12          | 3           |
| 2014         | 2           | 1           |
| 2015         | 4           | 0           |
| 2016         | 3           | 0           |
| 通算         | 41          | 10          |

### ゴール
出典
| #  | 開催年月日     | 開催地           | 対戦国                   | スコア | 結果 | 試合概要                                |
| -- | -------------- | ---------------- | ------------------------ | ------ | ---- | --------------------------------------- |
| 1  | 2009年9月9日   | メリダ           | エストニア               | 3–0    | 3–0  | 2010 FIFAワールドカップ・ヨーロッパ予選 |
| 2  | 2009年10月10日 | エレバン         | アルメニア               | 2–1    | 2–1  | 2010 FIFAワールドカップ・ヨーロッパ予選 |
| 3  | 2009年10月14日 | ゼニツァ         | ボスニア・ヘルツェゴビナ | 5–0    | 5–2  | 2010 FIFAワールドカップ・ヨーロッパ予選 |
| 4  | 2011年3月29日  | カウナス         | リトアニア               | 1-3    | 1-3  | UEFA EURO 2012予選                      |
| 5  | 2011年10月7日  | プラハ           | チェコ                   | 0-1    | 0-2  | UEFA EURO 2012予選                      |
| 6  | 2012年7月1日   | キエフ           | イタリア                 | 4-0    | 4-0  | UEFA EURO 2012決勝                      |
| 7  | 2013年6月11日  | ニューヨーク     | アイルランド             | 2-0    | 2-0  | 親善試合                                |
| 8  | 2013年6月20日  | リオデジャネイロ | タヒチ                   | 7-0    | 10-0 | FIFAコンフェデレーションズカップ2013    |
| 9  | 2013年10月15日 | アルバセテ       | ジョージア               | 2–0    | 2–0  | 2014 FIFAワールドカップ・ヨーロッパ予選 |
| 10 | 2014年6月23日  | クリチバ         | オーストラリア           | 0–3    | 0–3  | 2014 FIFAワールドカップ                 |

## タイトル

### クラブ
バレンシアCF
- コパ・デル・レイ：2007-08

チェルシーFC
- FAカップ：2011-12
- UEFAチャンピオンズリーグ：2011-12
- UEFAヨーロッパリーグ：2012-13

マンチェスター・ユナイテッドFC
- FAカップ：2015-16
- FAコミュニティ・シールド：2016
- フットボールリーグカップ：2016-17
- UEFAヨーロッパリーグ：2016-17

ガラタサライ
- スュペル・リグ : 2022-23

ヴィッセル神戸
- J1リーグ：2023

### 代表
U-19スペイン代表
- UEFA U-19欧州選手権：1回 (2006)

スペイン代表
- FIFAワールドカップ：1回 (2010)
- UEFA欧州選手権：1回 (2012)

### 個人
- UEFA U-21欧州選手権大会最優秀選手：1回 (2011)
- チェルシー年間最優秀選手：2回 (2011-12、2012-13)
- PFA年間ベストイレブン：1回 (2012-13)
- プレミアリーグ月間最優秀選手：1回 (2012年10月)